# Либерална лига (Луксембург)
Либерална лига (лукс. Liberal Liga, фр. Ligue Libérale) је била политичка партија у Луксембургу која је постојала између 1904. и 1925. године. Била је индиректно претходник Демократксе партије која је била једна од три највеће политичке странке у Луксембургу пре Другог светског рата.